# Грига Лариса Валеріївна
Лариса Валеріївна Грига (народилася 31 травня 1984 у м. Дніпропетровську, УРСР) — українська бадмінтоністка. Майстер спорту міжнародного класу.
Бадмінтоном займається з 9-ти років. Перший тренер — Володимир Шиян.
Чемпіон України в одиночному розряді (2007), парному розряді (2002, 2004, 2005, 2006, 2007). Учасниця Олімпійських ігор 2008 у Пекіні. Учасниця чемпіонатів світу 2005, 2006, 2007, чемпіонатів Європи 2004, 2008.
Переможниця Belgian International в одиночному розряді (2007).
Тренер — Вікторія Семенюта.

### Виступи на Олімпіадах
| Олімпіада   | Дисципліна         | Стадія | Супротивник              | Результат                 | Місце | Стадія | Супротивник       | Результат          | Місце | Загальне місце |
| Пекін 2008  | Бадмінтон особисті | 1 коло | Allegrini (Італія)       | 2:0 (21:15, 21:11)        | 1     | 2 коло | Nehwal (Індія)    | 0:2(18:21, 10:21)  | 2     | 17             |
| Лондон 2012 | Бадмінтон особисті | 1 коло | Крістіна Гаунгольт (CZE) | 1:2 (13:21, 21:15, 15:21) | 2     | 1 коло | Юліана Шенк (GER) | 0:2 (12:21, 14:21) | 2     | 33             |